# Adolf Dymsza

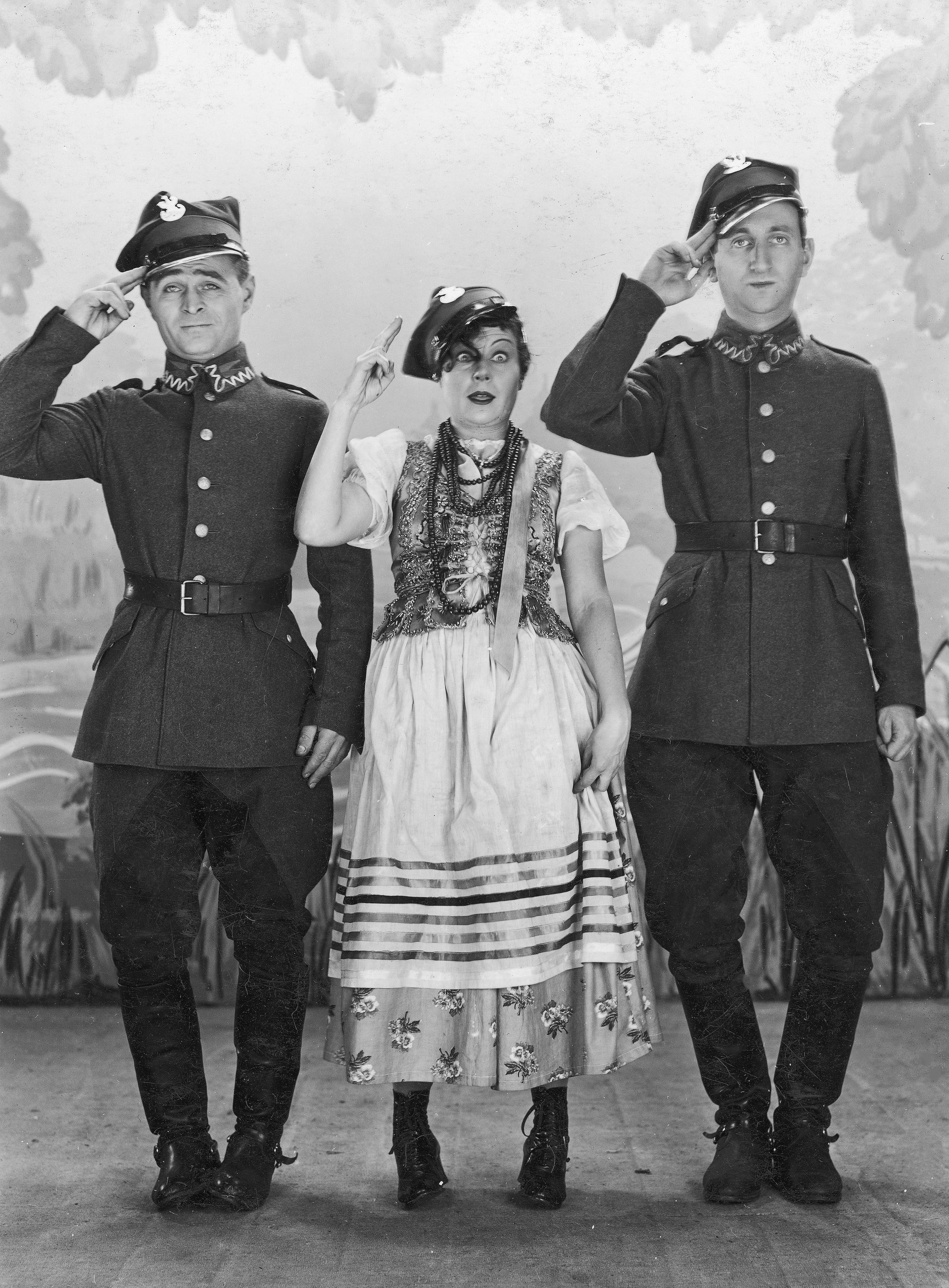
Dymsza jako Felek (z lewej), Zula Pogorzelska jako Helka i Kazimierz Krukowski jako Lopek w jednej ze scen filmu Ułani, ułani, chłopcy malowani (1932)

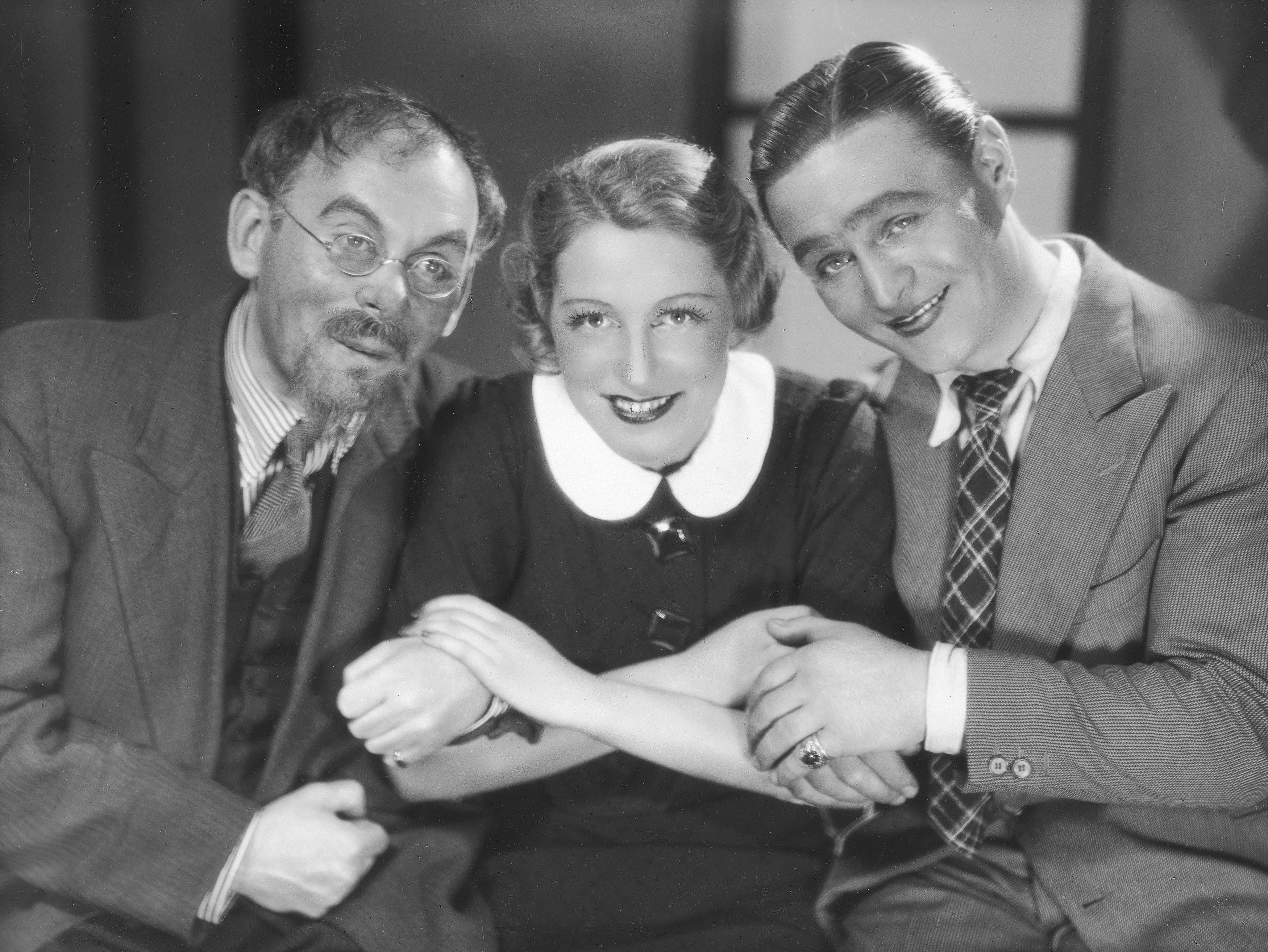
Scena z wodewilu satyrycznego „Kariera Alfa Omegi” w teatrzyku Cyrulik Warszawski (1936). Od lewej: Michał Znicz, Janina Brochwiczówna i Dymsza

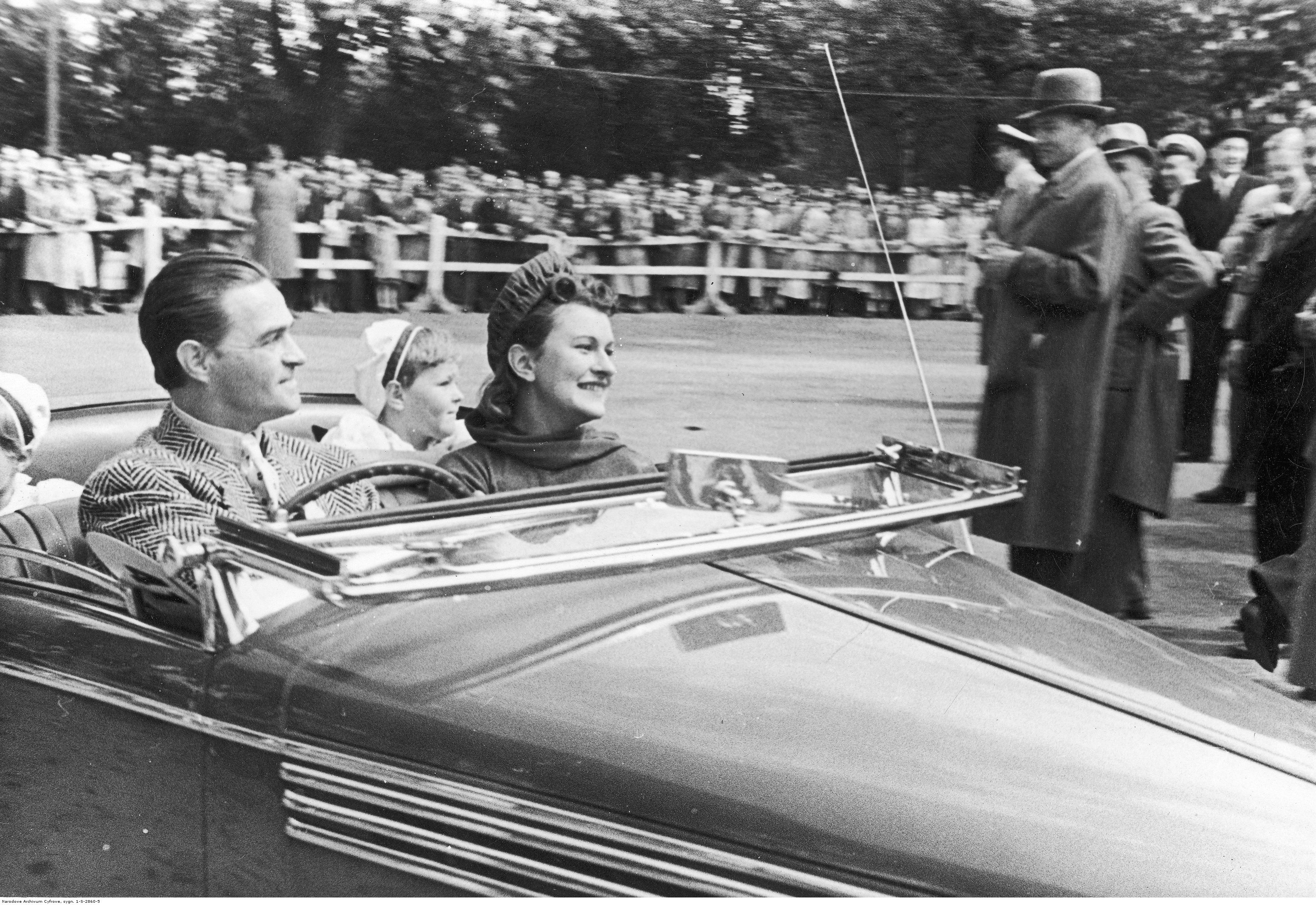
Dymsza z żoną i córkami podczas pokazu samochodów w Warszawie, maj 1939

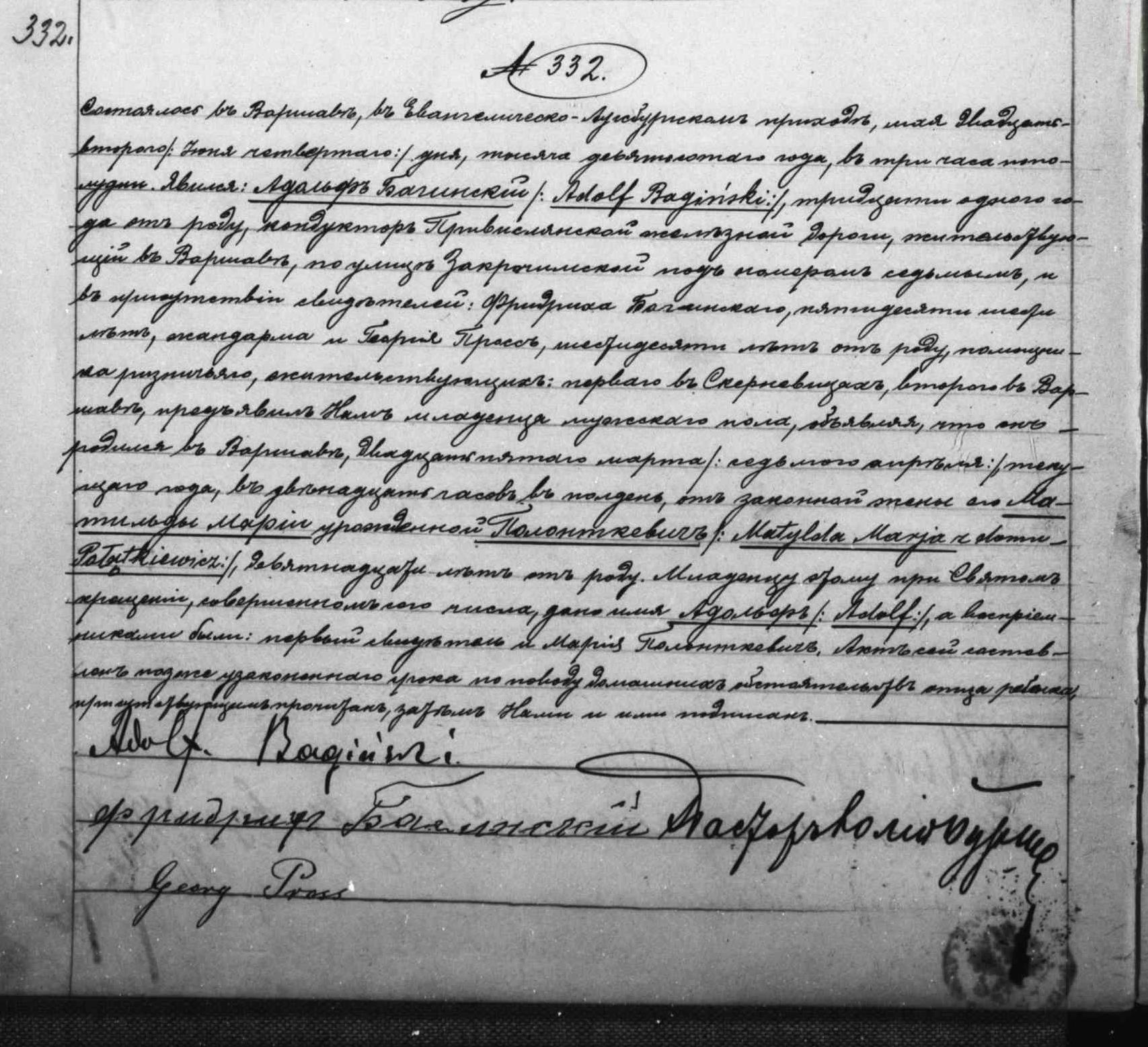
Akt urodzenia Dymszy

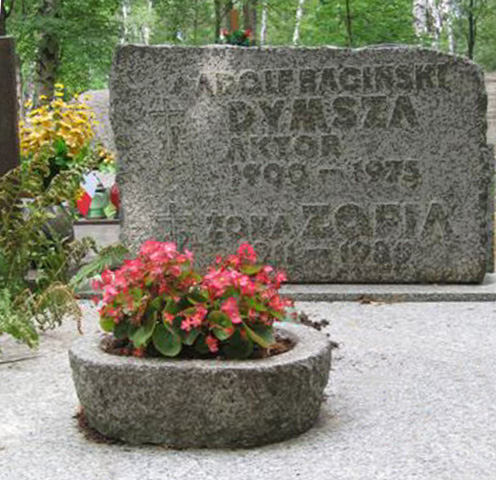
Nagrobek Adolfa Dymszy na cmentarzu Wojskowym na Powązkach w Warszawie

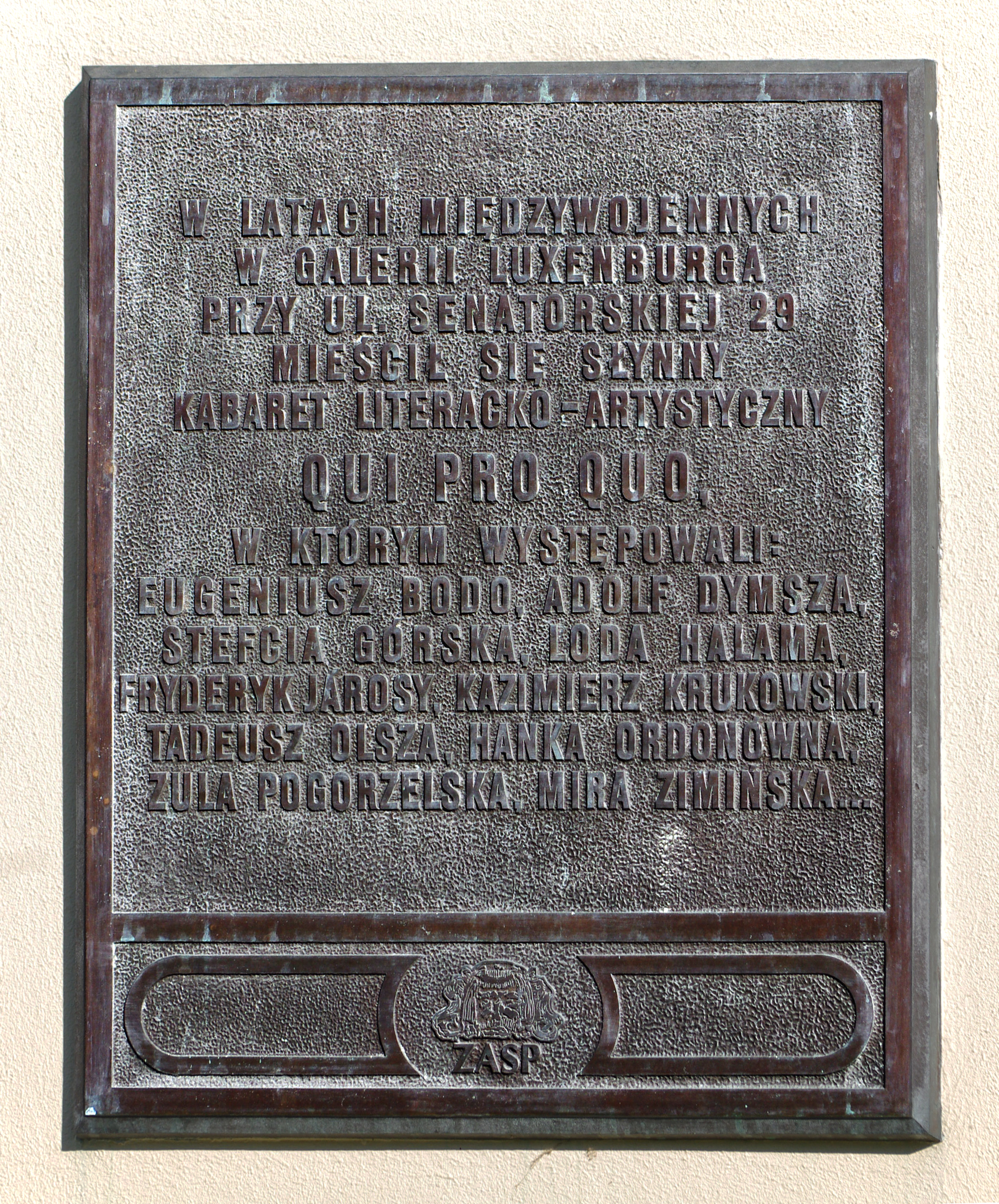
Tablica upamiętniająca teatrzyk Qui Pro Quo i jego artystów na ul. Senatorskiej 29/31 w Warszawie

Adolf Dymsza, właśc. Adolf Bagiński, znany jako Dodek (ur. 7 kwietnia 1900 w Warszawie, zm. 20 sierpnia 1975 w Górze Kalwarii) – polski aktor kabaretowy, teatralny i filmowy. Uważany za jednego z najwybitniejszych komików polskiego kina pierwszej połowy XX wieku oraz przedwojennego i powojennego „króla polskiej komedii” i „króla polskich komików”.
Jak głosi anegdota, pseudonim „Dymsza” został wymyślony przez siostrę aktora, Zuzannę Skowron. On sam chciał nazywać się „Scipio del Scampio”. Zapisał ten pseudonim na kartce, jednak kiedy zadzwoniono z teatru z prośbą o podanie pseudonimu na afisz, siostrze zgubiła się kartka i wymyśliła na poczekaniu „Dymszę”. Według innej relacji, pochodzącej od samego aktora, jest to nazwisko posła do carskiej Dumy, Leopolda Dymszy, znalezione w Kalendarzu „Kuriera Porannego” po tym, jak zastąpienie nazwiska pseudonimem zasugerował młodemu artyście sekretarz teatru „Miraż”.

## Życiorys
Urodził się w rodzinie kolejarza Adolfa i Matyldy z Połądkiewiczów. Miał siostrę Zuzannę (po mężu Skowron) oraz brata Edwarda. Kształcił się w Warszawie – najpierw w II Gimnazjum, a następnie ukończył Szkołę Handlową Wawelberga. Pracował w kancelarii rejenta. W wieku 17 lat zadebiutował w teatrzykach półamatorskich. Występował w półamatorskim Teatrze im. Staszica. W 1918 zadebiutował w filmie Roztargniony krawiec. W latach 1918–1920 występował w teatrach Warszawy, Grodna i Mińska. Potem powrócił do Warszawy. Początkowo był bez stałego angażu, grywał w warszawskich teatrzykach (m.in. teatrzyk Miraż) i uczył tańca. W 1920 jako ochotnik wstąpił do Wojska Polskiego. Uczestniczył w tym samym roku w bitwie warszawskiej będąc żołnierzem 21. Pułku Piechoty „Dzieci Warszawy”.
Po występach w latach 1925–1931 w kabarecie „Qui Pro Quo” zyskał znaczną popularność i stał się znanym aktorem rewiowym. Poza występami komediowymi grał także w teatrach dramatycznych (Teatr Polski, Teatr Narodowy). O jego występach w filmach niemych niewiele wiadomo, a prawdziwy rozgłos przyniosły mu filmy dźwiękowe, które pozwoliły ujawnić się jego nieprzeciętnemu talentowi komicznemu. Do 1939 wystąpił w ponad 20 filmach.
W latach 20. uprawiał piłkę nożną, występując w drugiej drużynie Polonii Warszawa i organizując ekipę futbolową artystów.
Podczas II wojny światowej spędził lata okupacji w Warszawie, grając w jawnych teatrach (Komedia, Nowości, Niebieski Motyl, Jar, Maska, Miniatury), wbrew zakazowi konspiracyjnego ZASP-u. Występował od 1940 w teatrzyku Na Antresoli, a także w restauracji „Gospoda Warszawska” przy ul. Nowogrodzkiej 28. Z tego powodu po wojnie został ukarany przez sąd koleżeński ZASP zakazem grania w Warszawie, musiał przekazywać 15% honorariów na Dom Aktora w Skolimowie i przez pewien czas jego nazwisko na afiszach musiało być zastąpione trzema gwiazdkami. Przez pół roku podczas wojny ukrywał w swoim otwockim domu Mieczysława L. Kittaya, iluzjonistę żydowskiego pochodzenia.
Po wojnie był aktorem najważniejszych teatrzyków w Warszawie: „Banda”, „Rex”, „Cyganeria”. Przeniósł się do Łodzi, gdzie występował w tamtejszym Teatrze Syrena, a w latach 1948–1951 w Teatrze Powszechnym. Zagrał w pierwszej polskiej powojennej komedii pt. Skarb z 1948. W 1951 powrócił do Warszawy i do emerytury w 1973 był aktorem Teatru Syrena. Okazyjnie występował w Kabarecie „Wagabunda”. Wystąpił także w radzieckim filmie Arena z 1968.
Pod koniec życia cierpiał na wadę słuchu oraz prawdopodobnie na chorobę Alzheimera. Ostatnie dwa lata życia spędził w Domu Opieki Społecznej w Górze Kalwarii.
Zmarł po ciężkiej chorobie 20 sierpnia 1975, pochowany na cmentarzu Wojskowym na Powązkach w Warszawie (kwatera B 15-6-12).

## Życie prywatne
W 1929 poślubił Zofię z Olechnowiczów (1911–1986), baletnicę z zespołu Tacjanny Wysockiej. Mieli cztery córki, a jedną z nich była aktorka Anita Dymszówna.

## Filmy 1918–1939
- 1918 – Roztargniony krawiec (film krótkometrażowy)
- 1924 – Miłość przez ogień i krew jako Wojtuś Grzęda, prac. teatru
- 1926 – Czerwony błazen
- 1929 - Policmajster Tagiejew
- 1930 – Golgota ziemi chełmskiej jako ordynans
- 1930 – Wiatr od morza jako Stefek
- 1930 – Niebezpieczny romans jako adorator służącej
- 1930 – Janko Muzykant jako Florek
- 1930 – Moralność pani Dulskiej jako rewirowy
- 1932 – Sto metrów miłości jako Dodek
- 1932 – Ułani, ułani, chłopcy malowani jako Felek
- 1933 – Romeo i Julcia jako Teofil Rączka
- 1933 – Każdemu wolno kochać jako Hipek
- 1933 – Dwanaście krzeseł jako Antykwariusz Kamil Klepka
- 1933 – Prokurator Alicja Horn
- 1934 – Parada rezerwistów jako szef zakładu, strzelec wyborowy
- 1935 – Antek policmajster jako Antek Król
- 1935 – ABC miłości jako Wincenty Poziomka
- 1935 – Wacuś jako Tadeusz (który udaje Wacusia)
- 1936 – Dodek na froncie jako Dodek Wędzonka vel porucznik Iwan Iwanow
- 1936 – Bolek i Lolek jako Lolo Charkiewicz i Bolek Cybuch (2 role)
- 1936 – 30 karatów szczęścia jako Dodek
- 1937 – Niedorajda jako Florek
- 1938 – Robert i Bertrand jako Robert
- 1938 – Paweł i Gaweł jako Gaweł
- 1940 – Sportowiec mimo woli jako Dodek Czwartek

## Filmy 1945–1970
- 1948 – Skarb jako Alfred Ziółko
- 1953 – Sprawa do załatwienia[19]
- 1955 – Irena do domu! jako Zygmunt Majewski
- 1956 – Nikodem Dyzma jako Nikodem Dyzma
- 1959 – Cafe pod Minogą jako Maniuś Kitajec
- 1962 – Mój stary jako Roman Grzela
- 1968 – Arena – prod. ZSRR jako czerwony klaun
- 1971 – Pan Dodek jako Pan Dodek, Dodek

## Ordery i odznaczenia
- Krzyż Komandorski Orderu Odrodzenia Polski[10]
- Krzyż Oficerski Orderu Odrodzenia Polski (11 lipca 1955)[20]
- Medal 10-lecia Polski Ludowej (19 stycznia 1955)[21]

## Nagrody
- Nagroda Państwowa III stopnia za udział aktorski w realizacji satyrycznego programu „To się pokaże” w Państwowym Teatrze „Syrena” w Warszawie (1952)[22][23]
- „Lajkonik Filmowy 57” – nagroda w krakowskim plebiscycie prasowym dla najlepszego aktora (1958)

## Upamiętnienie
W 2013 r. Poczta Polska wyemitowała zaprojektowany przez Marzannę Dąbrowską upamiętniający Adolfa Dymszę znaczek pocztowy o nominale 2,35 zł należący do serii „Ludzie kina i teatru”.
W 2020 jego imieniem nazwano ulicę w stołecznej dzielnicy Śródmieście.